# Los Pocitos, San Luis Potosí
Los Pocitos är en ort i Mexiko.   Den ligger i kommunen Villa de Reyes och delstaten San Luis Potosí, i den centrala delen av landet, 300 km nordväst om huvudstaden Mexico City. Los Pocitos ligger 1 850 meter över havet och antalet invånare är 107.
Terrängen runt Los Pocitos är platt åt sydost, men åt nordväst är den kuperad. Runt Los Pocitos är det ganska glesbefolkat, med 39 invånare per kvadratkilometer. Närmaste större samhälle är Villa de Reyes, 15,2 km söder om Los Pocitos. Omgivningarna runt Los Pocitos är i huvudsak ett öppet busklandskap.